# Molí fariner de Prats
El Molí fariner de Prats és una obra de Torrebesses (Segrià) inclosa a l'Inventari del Patrimoni Arquitectònic de Catalunya.

## Descripció
Restes d'un molí fariner en mal estat de conservació. Es conserva la petita obertura d'arc de mig punt adovellat per on entrava la canal d'aigua des de la bassa, ara coberta de vegetació. També es conserva un pou de reduïdes dimensions, així com l'interior del molí, un espai amb volta ogival.